# ジョゼフ・フェッシュ
ジョゼフ・フェッシュ（Joseph Fesch, 1763年1月3日 - 1839年5月13日）は、フランスの聖職者。ナポレオン・ボナパルトの叔父。

## 生涯
ジェノヴァ共和国の傭兵であったスイス人フランソワ・フェッシュの子として、コルシカ島のアジャクシオに生まれた。母アンジェラ・ピエトラサンタが先夫との間にもうけた娘がマリア・レティツィア・ボナパルトであった。アジャクシオ大聖堂付助祭であったリュシアン・ボナパルト（シャルル・マリ・ボナパルトの叔父）の助力をえて、エクス＝アン＝プロヴァンスの神学校へ進んだ。卒業すると故郷に戻り司祭になった。1792年に一族でコルシカを追われフランスに渡ったが、ナポレオンの出世とともに投機と商取引によって財を成すようになった。1797年にコルシカ島がフランス軍に再占領されると帰省して土地を買い占めた。そうしてまた本国に戻るとますます裕福になり絵画コレクションも始めた。1801年にローマ教会との和解を目指したナポレオンがローマ教皇ピウス7世との間で政教条約を結ぶとリヨン大司教、枢機卿、ローマ駐在フランス大使、元老院議員を歴任した。これは一族の中から枢機卿を出すことによりカトリックの支持を得ようとするナポレオンの意向によるものだが、教皇がナポレオンと激しく対立して幽閉されると、甥に抗議をした。1814年にナポレオンが退位すると、ローマに亡命して姉と同じ屋敷で暮らした（百日天下の間はフランスに戻った）。1827年にはアジャクシオにフェッシュ美術館を建立して、自身の絵画コレクションを収めた。